# Ocotea lancilimba
Ocotea lancilimba é uma espécie de planta da família Lauraceae. É uma árvore do género Ocotea. É endêmica em Maurícia e seu hábitat natural são regiões subtropicais ou tropicais de secas florestas.